# Wiebke Nulle
Wiebke Nulle, född 5 juni 1980, är en tysk bågskytt. Hon deltog vid olympiska sommarspelen 2004.